# Ed Evanko
Padre Edward Danylo Evanko, noto soprattutto come Ed Evanko (Winnipeg, 19 ottobre 1938 – Winnipeg, 18 novembre 2018) è stato un attore, baritono e presbitero canadese. Dopo una lunga carriera teatrale e televisiva, nei primi anni 2000 Evanko lasciò il mondo dello spettacolo e fu ordinato sacerdote della Chiesa greco-cattolica ucraina, un'attività a cui si dedicò per il resto della vita.

## Biografia
Nato a Winnipeg figlio degli immigrati ucraini Danylo Evanko e Justyna Dmytryk, Ed Evanko mostrò sin da bambino un talento per la musica. Dopo la laurea all'università di Manitoba, Evanko studiò recitazione al Britsol Old Vic e fece il suo debutto nel mondo dell'opera nel Regno Unito, dove cantò con l'English Opera Group e la Welsh National Opera. Nel 1969 fece il suo debutto a Broadway nel musical Canterbury Tales, che gli valse il Theatre World Award. Lo show segnò il debutto di Evanko nel mondo del musical, in cui rimase per la gran parte della sua carriera, ricoprendo ruoli di primissimo piano a Broadway e in produzioni regionali negli Statu Uniti. Nel 1973 recitò nel musical Premio Pulitzer South Pacific, mentre nel 1974 si unì alla prima tournée statunitense del musical A Little Night Music, accanto a Jean Simmons. Nel 1976 tornò brevemente a Broadway con il musical Rex con Glenn Close, mentre nel 1977 tornò a recitare in A Little Night Music con la Simmons. Nel 1978 tornà a recitare in Canada quando fu scelto per interpretare l'eponimo protagonista dell'opera di Leonard Bernstein Candide, a cui seguirono ruoli impegnati in due musical di Stephen Sondheim. Infatti, nel 1989 fu Sweeney Todd nel musical Sweeney Todd: The Demon Barber of Fleet Street in scena al teatro dell'opera di San Jose, mentre nel 1990 fu il protagonista maschile di Follies a Long Beach. Molto attivo anche in campo televisivo, è ricordato soprattutto per aver interpretato il dottor Alex McLean nella serie TV I Ryan.
Ed Evanko lasciò la carriera attoriale con gli inizi degli anni 2000, quando si trasferì a Roma per formarsi al Pontificio Collegio Beda, a cui seguirono gli studi al seminario St Josaphat e all'Università Cattolica d'America di Washington. Nella primavera del 2005 fu ordinato sacerdote della Chiesa greco-cattolica ucraina e cominciò a servire nell'arcieparchia di Winnipeg. Lavorò soprattutto come sacerdote itinerante nelle comunità rurali di Manitoba, dove fu stroncato da un infarto nel 2018 all'età di ottant'anni.

## Filmografia parziale

### Cinema
- A rischio della vita (Sudden Death), regia di Peter Hyams (1995)
- Colpevole d'innocenza (Double Jeopardy), regia di Bruce Beresford (1999)
- Un posto dove vivere (Navigating the Heart), regia di David Burton Morris (2000)

### Televisione
- I Ryan (Ryan's Hope) - serie TV, 44 episodi (1976-1977)
- Caro John (Dear John) - serie TV, 1 episodio (1990)
- Una famiglia come le altre (Life Goes On) - serie TV, 1 episodio (1992)
- Civil Wars - serie TV, 2 episodi (1992-1993)
- Sisters - serie TV, 1 episodio (1993)
- Indagini pericolose (Bodies of Evidence) - serie TV, 1 episodio (1993)
- Street Legal - serie TV, 1 episodio (1993)
- Cosby indaga (The Cosby Mysteries) - serie TV, 1 episodio (1995)
- The Wayans Bros. - serie TV, 1 episodio (1996)
- Jarod il camaleonte (The Pretender) - serie TV, 1 episodio (1996)
- Una famiglia del terzo tipo (3rd Rock from the Sun) - serie TV, 1 episodio (1996)
- Chicago Hope - serie TV, 1 episodio (1997)
- Gli specialisti (Soldier of Fortune, Inc.) - serie TV, 1 episodio (1998)
- La nuova famiglia Addams (The New Addams Family) - serie TV, 1 episodio (1998)
- Oltre i limiti (The Outer Limits) - serie TV, 2 episodi (1998-2000)
- Nikita - serie TV, 1 episodio (1999)
- So Weird - Storie incredibili (So Weird) - serie TV, 1 episodio (1999)
- Cold Squad - Squadra casi archiviati (Cold Squad) - serie TV, 1 episodio (2000)
- Mysterious Ways - serie TV, 1 episodio (2001)
- Night Visions - serie TV, 1 episodio (2001)